# Kartli
Kartli (georgià: ქართლი  kʰartʰli (?·pàg.)) és una regió històrica del centre i de l'est de Geòrgia travessada pel riu Mtkvari. La capital georgiana, Tbilisi en forma part. El Kartli no té unes fronteres clares i el seu territori ha anat fluctuant al llarg de la història. Actualment està dividit en moltes de les regions administratives de Geòrgia, però la majoria forma part de Xida Kartli i Kvemo Kartli.
Durant gran part de la història, el Regne de Kartli, amb capital a Tbilisi, fou el principal de Geòrgia. Va aparèixer el segle xv com a resultat de la divisió del Regne de Geòrgia, quan se'n van disgregar de les parts oriental (Kakhètia) i occidental (Imerècia i Samtskhé).
Els georgians dels territoris històrics del Kartli s'anomenen kartleli (ქართლელი) i són un dels principals grups de georgians. La majoria són membres de l'Església Ortodoxa Georgiana and i parlen el dialecte central del georgià, que és la base de la llengua literària.

## Història

### Edat moderna

#### seglexvi
El naixement jurídic de Kartli com a estat fou un informe del consell reial al rei Constantí II de Geòrgia aconsellant de reconèixer els regnes que s'havien format a l'est i oest. Així, la part central del país, el Baix i l'Alt Kartli (Xida Kartli i Kvemo Kartli), nucli de l'antic regne de Geòrgia, va constituir un nou regne.
Els Safàvides de Pèrsia assolaren diverses vegades zones de Geòrgia i ocuparen Tblissi el 1520, però el 1524 a la mort del xa Ismail I el rei David X la va reconquerir. Thamasp Shah va fer quatre expedicions a Geòrgia en temps de Luarsab. El 1555 es va signar un tractat de pau entre Pèrsia i l'Imperi Otomà, que assignava Geòrgia Oriental a la zona persa. Els perses van provar de fer valer aquests drets i van enviar al beglarbeg de Karabakh amb un exèrcit el 1556. Luarsab va morir i el seu fill Simó va ser fet presoner més tard. El Shah va donar el tron a David, germà de Simó, que es va convertir a l'islam. El 1578 la pau entre els otomans i Pèrsia es va trencar, i un exèrcit turc va entrar a Transcaucàsia; els perses, que tenien una situació interna complicada, van decidir alliberar el rei Simó per combatre'ls. Guarnicions otomanes es van instal·lar a algunes ciutats del Kartli. Simó els va expulsar i finalment el sultà el va reconèixer com a rei, amb el Samtskhé inclòs, però a canvi havia de pagar un tribut anyal. Loré, Gori, Tblissi i d'altres ciutats tindrien guarnició turca. Però el 1598 Simó engega altre cop la guerra i ocupa Gori (1599) i amenaça Tblissi així que el sultà va enviar un exèrcit i el rei fou derrotat i pres.

#### seglexvii
El 1609 els turcs van atacar el país però van ser derrotats. El 1613 els perses van envair al país per deposar el rei acusat de deslleialtat i el 1614 o 1615 Luarsab II va ser fer presoner a traïció i el príncep musulmà Bagrat va pujar al tron com a Bagrat VII i després el 1619 el seu fill Simó II. El país estava en rebel·lió contra aquests reis musulmans que no dominaven el territori i el 1625 el Shah Abbas envia a Geòrgia un exèrcit que fou derrotat i totes les guarnicions perses a Kartli i Kakhètia van ser expulsades i els georgians encara van arribar a Gandja, Karabagh (Siunia) i Akhaltsikhe). Abbas va reunir un nou exèrcit i el va enviar a Geòrgia. La batalla es va donar a Marabda i aquí van guanyar el perses i els georgians van iniciar una guerra de guerrilla. Simó va morir assassinat el 1630 i va ser proclamat Teimuraz de Kakhètia. Alguns membres de la família i alts càrrecs havien adoptat l'islam com a religió i entre ells el nebot del rei Khosro Mirza, cap de la guàrdia (Kullar Aghassi). El 1632 Pèrsia va tornar a envair el país. Amb el suport de Pèrsia, Khroso es va proclamar rei de Kartli (i de Kakhètia nominalment) el 1633, sota el nom de Rustam, i va iniciar una època de reformes de l'administració cap al "modus" persa, i de pau. El rei portava el títol de valí de Gurdjistan que era el nom persa de la Geòrgia (el títol de valí era el d'un governador amb amplis poders, funcions i prebendes) i pagava un tribut anyal a Pèrsia i enviava soldats a les campanyes. Uns funcionaris perses (el visir, el mustoofi i el munchi) el supervisaven i guarnicions perses estaven establertes a Tblissi, Gori i Surami. Va morir el 1658 i com que no tenia fills havia adoptat al fill de Teimuraz rei de Kakhètia (i de Kartli breument del 1629 al 1632) Vakhtang, que es va haver de convertir a l'islam.
El 1660 Vakhtang va passar a l'Imerècia on el rei Alexandre acabava de morir i després de derrotar a Viamik Dadiani, va col·locar al tron al seu propi fill Artxil de 14 anys. El mateix any la Kakhètia el va cridar per a ser rei i encara que no va ser coronat va tenir tot el poder. Només el Samtskhé, ocupat pels turcs, escapava al seu poder. El seu fill Irakli va ser proclamat rei de Kakhètia per ordre del xa el 1663. L'any següent va morir Vakhtang (Shah Navaz I) quan ja havia estat cridat a la cort persa.
El seu fill Irakli fuig de Kakhètia i marxa cap a Imerècia i el tron de Kartli va passar a Jordi, un altre fill de Vakhtang de religió musulmana que regna sota el nom de Shah Navaz II. Però havent conspirat per revoltar-se i apoderar-se de la Kakhètia fou deposat i nomenat al seu lloc Irakli (Nazar Ali Khan), que havia accedit a convertir-se a l'Islam i havia fet submissió.

#### seglexviii
Els nobles es van revoltar en favor de Jordi XI i el 1703 el xa va decidir nomenar a Jordi XI com a rei (però residint a Pèrsia) i a Irakli com a cap del seu exèrcit (kularaghassi) per lluitar a l'Afganistan. El fill gran d'Irakli fou enviat com a rei de Kakhètia. Vakhtang, fill de Levan i nebot de Jordi XI, fou nomenat governador (djanichine, literalment substitut) de Kartli i després en serà rei.
Vakhtang va accedir a fer-se musulmà i va ser nomenat rei el 1716 i va ser coronat el 1719 però el 1720 el nou rei ja va fer un acord amb Rússia pel qual ambdós estats envairien Pèrsia. El 1722 els russos van iniciar la campanya conquerint el litoral de Daguestan fins a Daruband, però una epidèmia i la manca de subministraments els va obligar a retirar-se. El rei georgià estava a Gandja esperant als russos amb un exèrcit de quaranta mil homes però no va poder fer res. El cs va destituir-lo i va enviar com a nou rei a Constantí de Kakhètia que va ocupar Tblissi el 1723 amb l'ajut de mercenaris lesguians. Vakhtang va fugir a Ratxa. Llavors Geòrgia va ser ocupada pels otomans. Dos ex reis es van succeir en el tron fins que el 1727 va quedar vacant. El 1735 es va restaurar l'autoritat de Pèrsia, i el xa va haver de fer concessions. El rei de Kakhètia Teimuraz II va ser nomenat rei de Kartli el 1744 i el seu fill Irakli rei de Kakhètia.
El 1747 el Shah Nadir va ser assassinat i va pujar al tron el seu nebot Adil Shah, que era gendre de Teimuraz, car estava casat amb la seva filla. Però va ser deposat poc després i la guerra civil ja va ser continua. Els kanats del Caucas, inclòs els regnes de Kakhètia i Kartli, es van independitzar de fet. Mentrestant Teimuraz havia sortit cap a Pèrsia i a Tblissi es va revoltar Abdullah Beg, fill d'Iesse i nebot de Vakhtang VI, que va obtenir el suport de la guarnició persa de la ciutat, dels nòmades turcmanes de Bortxalo i Kazakh-Baidar i dels lesguians de Daguestan, aconseguí força suport a la Kàrtlia del sud (Somkhith-Sabaratiano) on era el governador de la fortalesa de Samchvilde. Però Irakli va derrotar les forces del rebel a la rodalia de Tblissi, i aniquila als seus aliats inclòs la guarnició persa de Tblisi. Els georgians s'estableixen a les fortaleses de Metèkhia i Thabori a Tblisi. Aquest any 1748 els georgians van reduir considerablement el tribut a Pèrsia i només van enviar 100 guerrers. Irakli va acceptar la instal·lació d'una guarnició persa a Narikala, a Tblissi, però quan va tornar Teimuraz (març del 1749) la va foragitar. Aquest any el kan d'Erevan va demanar ajuda a Kartli contra els turcmanes nòmades que feien incursions al seu territori. Gràcies a aquesta ajuda el kan va triomfar i es va convertir en protegit georgià. També va seguir el mateix camí el kan de Nakhichevan. El 1750 van atacar el kan Panah de Karabagh que amenaçava al de Gandja. La victòria georgiana va provocar que el kan de Gandja es posés sota protectorat de Kartli i el de Karabagh es va convertir en el seu aliat. Els georgians van annexionar Txamtxadilu i van avançar cap a l'Azerbaidjan sotmeten als kans de Nukha, Shakki i Xirvan, i al blegarbeg de Tabriz. Les incursions dels lesguians eren contínues: els lesguians tenien l'ajuda de les tribus lliures de Txar Belakan, i del soldanats de Kak-Elissen que havien establert a l'est de Kakhètia. El 1750 un gran exèrcit lesguià va entrar a territori georgià però van ser derrotats i es va voler aprofitar per conquerir el país de Txar Belakan. Van enviar tropes els kans de Gandja, de Karabagh i d'altres, i també el de Shakki-Shirvan (on era kan Hadji Txalab) però aquest últim estava secretament aliat als lesguians i als soldans de Kak-Elissen, i al canviar de camp va provocar la derrota georgiana a Alazani. El 1751 Azad Khan, que dominava l'Azerbaidjan del sud va envair el kanat d'Erevan, el va assolar i va atacar la ciutat d'Erevan. Els georgians van acudir en ajuda sota el comandament d'Irakli. La batalla es va lliurar a Kikhbulak, prop d'Erevan el 28 de juliol de 1751, i Azad va ser derrotat i es va escapar cap a l'Azerbaidjan. El 1752 el kan de Shakki i Shirvan, Hadji Txalab va reunir una coalició amb nòmades turcmans, lesguians, kans musulmans (inclòs el vassalls de Kartli, Gandja i Erevan) i derrota a Irakli prop de Gandja el març del 1752; els guanyadors envaïren Kartli, però es va produir resistència al contractar el rei mercenaris txerkessos, i quan es retiraven van ser atacats i derrotats. Gandja i Erevan van tornar a l'obediència i poc després es va sotmetre el kan de Shamakhi. Però els lesguians van seguir atacant Kartli i Kakhètia fins al 1760, sobretot per part del Kundzakhi d'Avaria. El 1760 Teimuraz va anar a Rússia per negociar una cooperació política, militar i econòmica. Sense aconseguir cap avanç a les negociacions.
Teimuraz va morir a Sant Petersburg el 1762 i el seu fill Irakli de Kakhètia va esdevenir rei d'ambdós estats i per assegurar-se l'aprovació de Pèrsia va enviar al xa Karim a Azad Khan, que en les darreres lluites havia fet presoner i que era el rival de Karim pel tron persa. Karim va reconèixer la unificació i els drets del regne sobre els kanats d'Erevan i Gandja. Els thavadis (la petita noblesa) de Kartli no eren partidaris de la unificació i van conspirar contra el rei per col·locar al tron a Paata, fill bastard de Vakhtang VI. El complot fou descobert el 1766 i els involucrats van ser jutjats. Paata, David (fill d'Abdullah Beg i net de Iesse) i Elizbat Taktakichvili foren condemnats a mort i executats i d'altres empresonats per força temps.
El 1770, durant la guerra entre Rússia i l'Imperi Otomà, un exèrcit rus va arribar a Geòrgia, sota el comandament de Gottlieb Heinrich Totleben. El rei planejava ocupar Akhaltsikhe al Samtskhé-Saatabago i va marxar amb els russos pel camí de Bordjomi. Però no van poder prendre Atskuri i el general rus va començar a dubtar i es va retirar. Irakli va continuar i va derrotar els turcs a Akhalkalaki i Khertvissi, i es va presentar a Aspindza. A la vora del Mtkvari el 20 d'abril de 1770 els georgians desferen als turcs. El rei no va poder aprofitar aquesta victòria en saber que Tottleben que havia tornat a Tblissi, conspirava amb els thavadis per fer submissió a Rússia. Irakli es va presentar a la capital i va expulsar a Tottleben que se'n va anar a Imerècia. El 1774 el rei va decidir crear un exèrcit regular cosa que va fer amb bastant d'encert el seu fill Levan, però aquest va morir sobtadament el 1781 i l'exèrcit va desaparèixer. Més tard va decidir d'abolir els feus semi independents: els saeristhavos de Ksani i de Aragvi, i els kanats de Bortxalo i Baïdar. En aquests territoris establí una administració moderna i centralitzada. El 21 de desembre de 1782 el rei va demanar oficialment el protectorat a Rússia davant l'amenaça que suposava Fath Ali Khan sobirà de Shirvan i Daruband que volia dominar tot el Caucas Oriental. El 1783 Rússia, per mitjà del general Grigori Potiomkin, va presentar un projecte de tractat que va ser signat el 24 de juliol de 1783 a la fortalesa de Gueórguievsk al nord del Caucas. Signaren el tractat de Gueórguievsk per Kartli els prínceps Ioan Mukhran-Batoni i Garsevan Txavtxavadze i per part russa Potiomkin. Signat pels dos caps d'estat el 24 de gener de 1784 va entrar en vigor el mateix dia.
A partir d'aquí els turcs van enviar bandes d'irregulars contra Kartli i Kakhètia, que tenien per base el Samtskhé-Saatabago. La petita guarnició russa i les forces georgianes no podien controlar-los. El 1785 el governador de Khunza (Daguestan, moderna Khunzakh), Omar Khan va envair Kartli i el rei va haver de pagar diners per la retirada i un tribut anyal.
El 1787 esclatà la guerra entre Rússia i Turquia i els russos van enviar un exèrcit a Kartli.

### Edat contemporània
El 1795 la nova dinastia Qajar de Pèrsia decideix restablir el seu domini sobre Transcaucàsia oriental. Els kans del Caucas es posen del seu costat menys els d'Erevan i el de Txutxa que van seguir lleials a Geòrgia. Els perses van començar per aquests dos, i els georgians van córrer a ajudar-los auxiliar i van demanar ajuda a Salomó II d'Imerècia. Alexandre, fill d'Irakli, venç als perses a Txutxa, però els russos no intervenen i el xa s'adona que pot actuar lliurement. Els gros de l'exèrcit entra a Geòrgia. Erevan és assetjada i Txutxa assaltada al mateix temps que l'exèrcit persa marxa cap a Gandja i pren Sogalug on acampa. El 10 de setembre de 1795 Agha Muhammad Khan ataca a Tblissi, però és rebutjat. L'11 de setembre torna a atacar per Krtsanissi, prop de Tblissi, i creuant el riu Mtkvari agafa els georgians per l'esquena. Finalment el rei va poder fugir cap a les muntanyes i els perses van quedar amos del camp. Tblissi va ser ocupat i milers d'habitants massacrats. Davant les notícies que venia un exèrcit rus i que el rei reunia a la seva gent, Agha Muhammad se'n va tornar a Pèrsia. El desembre de 1796 els russos arribaren a Geòrgia. A la primavera del següent any milers de soldats russos sota el comandament del General Valerian Zubov arribaren des Derbent en teoria per castigar els perses per l'atac de l'any anterior. El rei havia establert la seva cort a Telavi, a la Kakhètia, i hi restava. Aquest mateix 1796 sotmet el kanat de Gandja i va castigar a Djavad khan pel seu suport a Agha Muhammad. Mahmad Khan fou restablert com a kan d'Erevan. Mentrestant els russos ocuparen Derbent, Quba, Bakú, Shamakhi i Mughan, però el nou tsar Pau I (pujat al tron el 6 de novembre a la mort de Caterina II) va retirar les tropes. El 6 de juny de 1797 Agha Muhammad moria assassinat a Karabagh. L'11 de gener de 1798 va morir Irakli a Telavi i el va succeir el seu fill Jordi XII, que va tenir l'oposició d'alguns germans i de la reina mare Daredjan. David, fill de Giorgi, fou reconegut hereu, i Rússia ho va confirmar, però els germans de Giorgi, revoltats, van crear inseguretat. El tsar decideix abolir el regne i signa un ukase (decret) en aquest sentit el 18 de desembre de 1800. El general en cap del Caucas, Knorring, rep instruccions secretes de no reconèixer els successors de Giorgi a la mort d'aquest.
El Novembre del 1800 Omar Khan de Khunza (moderna Khunzakh o Khunzakhi al districte de Khunzakhsky) envaeix Geòrgia. Alexandre, un dels fills del rei Irakli, l'ajudava, però van ser rebutjats per russos i georgians a la batalla de Kakabèthia. Poc després, el 28 de desembre del 1800, va morir Jordi XII. El seu fill David demana ser proclamat rei però el cap dels russos, general Lazareff, només el va reconèixer com a governador provisional. El germà d'Irakli, Iulon té molts partidaris i demana també ser proclamat rei. Junt amb els seus germans Vakhtang, Mirian i Parnaos, ajuntaren tropes a Mukhrani, i decideixen coronar a Iulon a Mtskhéta i posar a Rússia davant el fet consumat però Lazareff amb les seves forces els va barrar el pas. El 18 de gener de 1801 fou fet públic el decret d'annexió i abolició del regne de Kartli-Kakhètia que es va conèixer a Geòrgia el 16 de febrer del 1801. Iulon i els seus germans reuneixen l'exèrcit al Darial i destrueixen ponts per impedir l'arribada de tropes russes. Assassinat el tsar Pau I el mes de març, el nou tsar Alexandre I sembla per un moment que podria canviar la situació i va encarregar un estudi al general Knorring, però aquest informa favorablement a l'annexió, i el Consell d'estat la va aprovar el 18 d'agost de 1801, i el tsar la va ratificar el 12 de setembre de 1801. El 1802 el general Knorring és nomenat primer governador. L'agost de 1803 es produí una manifestació nacionalista a Kelmentchuri (Kakhètia) contra la que es va enviar un destacament rus sota el comandament de Guliakoff, però els habitants de Khisikhi derrotaren a aquests soldats. La rebel·lió es va generalitzar i Iulon va ser reconegut rei, però el govern rus va enviar milers de soldats i els rebels es van dispersar. Poc després era nomenat governador el georgià Pàvel Tsitsiànov el qual va enviar als membres de la família real cap a Rússia. El 1804, en esclatar la guerra entre Rússia i Pèrsia, els georgians es revoltaren. Quatre prínceps, Iulon, Parnaoz, Alexandre i Teymuraz entren al país. A l'estiu les tribus dels Mtiuls i Mokhevs van prendre Stepantsminda, Larse, Ananuri, Txinvali i van tallar la ruta militar dividint en dos parts l'exèrcit rus. Els Pchavs i els Khevsurs es van afegir a la revolta. Iulon i Parnaoz van ser cridats i es van traslladar a la Vall de l'Aragvi per dirigir la revolta; els thavadis o nobles els van fer costat. Iulon va ser capturat pels russos però Parnaoz va seguir la lluita i la va estendre a la Vall del Ksani. Els russos van haver de llevar el setge d'Erevan, defensat pels perses, i marxar contra el rebels sota el comandament de Nesvetaev. Derrotats els rebels, Parnaoz va voler fugir a Pèrsia per va ser capturat a finals d'octubre. Però els revoltats van seguir la lluita en nom dels prínceps Alexandre, Teimuraz i Levan, que encara que no eren allí, representaven la dinastia. Així doncs els russos van seguir combatent i van ofegar la revolta. El 1805 els kans de Nukha, Shirvan i Karabagh es van sotmetre a Rússia que el 1806 va ocupar Bakú el kan de la qual va fer veure que es rendia però va assassinar per sorpresa a Tsitsinov, i els russos van recular un temps però el successor general Gudovicht va ocupar Bakú i quasi tota la Transcaucàsia oriental.

## Llista de reis de Kartli
- Constantí II 1490-1505 (abans rei de Geòrgia)
- David X 1505-1524
- Jordi IX 1524-1535
- Luarsab I 1535-1558
- Simó I 1558-1569
- David XI (Daud Shah) 1569-1578
- Simó I (segona vegada) 1578-1600
- Jordi X 1600-1605
- Luarsab II 1605-1614
- Bagrat VII 1614-1619
- Simó II 1619-1630
- Teimuraz I 1630-1633) (també fou rei de Kakhètia fins al 1648)
- Rustam Khosro Mirza 1633-1658
- Vakhtang V Shah Nawaz 1658-1676
- Jordi XI Shah Nawaz 1676-1688
- Irakli I Nazar Ali Khan 1688-1703
- Jordi XI Shah Nawaz (segona vegada) 1703-1709
- Levan 1709
- Kai Khusrau 1709-1711
- Vakhtang VI Husein Quli Khan 1711-1714
- Jesse Ali Quli Khan 1714-1716
- Bakar Shah Nawaz IV 1716-1719 d. 1724
- Vakhtang VI Husein Quli Khan (segona vegada) 1719-1723
- Bakar Shah Nawaz IV (segona vegada) 1723-1724
- Jesse Ali Quli Khan (segona vegada) 1724-1727
- Constantí III Mahmud Quli Khan 1727
- vacant 1727-1735
- Artxil Abdullah Beg 1735
- Alexandre II Ali Mirza 1735-1736
- vacant 1736-1744
- Teimuraz II 1744-1762 (rei de Kakhètia 1732-1736 i 1738-1744)
- Irakli II 1762-1798 (rei de Kakhètia 1744-1798)
- Jordi XII 1798-1800 (rei també de Kakhètia 1798-1800)
- David XII 1800-1801
- annexió a Rússia 1801

## Taula genealògica
|                                   |                                   |                                   |                                   |                                   |                                   |                                  |                                  |                                   |                                   |                                   |                                   |                                   |                                   |                                 |                                 |                                                |                                                |                                                |                                                |                                                |                                                |                                      |                                      |                                      |                                      |                                      |                                      |                                      |                                      |                                     |                                     |                                         |                                         |                                         |                                         |                                         |                                         |                       |                       | Bagration de Geòrgia                |                      |  |  |                                                       |                                                       |                                                       |                                                       |                                                       |                                                       |  |  |                                     |                                     |                                     |                                     |                                     |                                     |  |  |                                                |                                                |                                                |                                                |                                                |                                                |  |  |                                             |                                             |                                             |                                             |                                             |                                             |  |  |                                     |                                     |                                     |                                     |                                     |                                     |  |  |  |  |  |  |  |  |  |  |  |  |  |  |  |  |  |  |  |  |  |  |  |  |  |  |  |  |  |  |  |  |  |  |  |  |  |  |  |  |  |  |  |  |  |  |  |  |
|                                   |                                   |                                   |                                   |                                   |                                   |                                  |                                  |                                   |                                   |                                   |                                   |                                   |                                   |                                 |                                 |                                                |                                                |                                                |                                                |                                                |                                                |                                      |                                      |                                      |                                      |                                      |                                      |                                      |                                      |                                     |                                     |                                         |                                         |                                         |                                         |                                         |                                         |                       |                       |                                     |                      |  |  |                                                       |                                                       |                                                       |                                                       |                                                       |                                                       |  |  |                                     |                                     |                                     |                                     |                                     |                                     |  |  |                                                |                                                |                                                |                                                |                                                |                                                |  |  |                                             |                                             |                                             |                                             |                                             |                                             |  |  |                                     |                                     |                                     |                                     |                                     |                                     |  |  |  |  |  |  |  |  |  |  |  |  |  |  |  |  |  |  |  |  |  |  |  |  |  |  |  |  |  |  |  |  |  |  |  |  |  |  |  |  |  |  |  |  |  |  |  |  |
|                                   |                                   |                                   |                                   |                                   |                                   |                                  |                                  |                                   |                                   |                                   |                                   |                                   |                                   |                                 |                                 |                                                |                                                |                                                |                                                |                                                |                                                |                                      |                                      |                                      |                                      |                                      |                                      |                                      |                                      |                                     |                                     |                                         |                                         |                                         |                                         |                                         |                                         |                       |                       | Constantí I († 1412) rei de Geòrgia |                      |  |  |                                                       |                                                       |                                                       |                                                       |                                                       |                                                       |  |  |                                     |                                     |                                     |                                     |                                     |                                     |  |  |                                                |                                                |                                                |                                                |                                                |                                                |  |  |                                             |                                             |                                             |                                             |                                             |                                             |  |  |                                     |                                     |                                     |                                     |                                     |                                     |  |  |  |  |  |  |  |  |  |  |  |  |  |  |  |  |  |  |  |  |  |  |  |  |  |  |  |  |  |  |  |  |  |  |  |  |  |  |  |  |  |  |  |  |  |  |  |  |
|                                   |                                   |                                   |                                   |                                   |                                   |                                  |                                  |                                   |                                   |                                   |                                   |                                   |                                   |                                 |                                 |                                                |                                                |                                                |                                                |                                                |                                                |                                      |                                      |                                      |                                      |                                      |                                      |                                      |                                      |                                     |                                     |                                         |                                         |                                         |                                         |                                         |                                         |                       |                       |                                     |                      |  |  |                                                       |                                                       |                                                       |                                                       |                                                       |                                                       |  |  |                                     |                                     |                                     |                                     |                                     |                                     |  |  |                                                |                                                |                                                |                                                |                                                |                                                |  |  |                                             |                                             |                                             |                                             |                                             |                                             |  |  |                                     |                                     |                                     |                                     |                                     |                                     |  |  |  |  |  |  |  |  |  |  |  |  |  |  |  |  |  |  |  |  |  |  |  |  |  |  |  |  |  |  |  |  |  |  |  |  |  |  |  |  |  |  |  |  |  |  |  |  |
|                                   |                                   |                                   |                                   |                                   |                                   |                                  |                                  |                                   |                                   |                                   |                                   |                                   |                                   |                                 |                                 |                                                |                                                |                                                |                                                |                                                |                                                |                                      |                                      |                                      |                                      |                                      |                                      |                                      |                                      |                                     |                                     |                                         |                                         |                                         |                                         |                                         |                                         |                       |                       |                                     |                      |  |  |                                                       |                                                       |                                                       |                                                       |                                                       |                                                       |  |  |                                     |                                     |                                     |                                     |                                     |                                     |  |  |                                                |                                                |                                                |                                                |                                                |                                                |  |  |                                             |                                             |                                             |                                             |                                             |                                             |  |  |                                     |                                     |                                     |                                     |                                     |                                     |  |  |  |  |  |  |  |  |  |  |  |  |  |  |  |  |  |  |  |  |  |  |  |  |  |  |  |  |  |  |  |  |  |  |  |  |  |  |  |  |  |  |  |  |  |  |  |  |
|                                   |                                   |                                   |                                   |                                   |                                   |                                  |                                  |                                   |                                   |                                   |                                   |                                   |                                   |                                 |                                 |                                                |                                                |                                                |                                                |                                                |                                                |                                      |                                      |                                      |                                      |                                      |                                      | Alexandre I († 1442) rei de Geòrgia  | Alexandre I († 1442) rei de Geòrgia  | Alexandre I († 1442) rei de Geòrgia | Alexandre I († 1442) rei de Geòrgia | Alexandre I († 1442) rei de Geòrgia     | Alexandre I († 1442) rei de Geòrgia     |                                         |                                         |                                         |                                         |                       |                       |                                     |                      |  |  |                                                       |                                                       |                                                       |                                                       |                                                       |                                                       |  |  |                                     |                                     |                                     |                                     |                                     |                                     |  |  | Giorgi (1390 † 1446)                           | Giorgi (1390 † 1446)                           | Giorgi (1390 † 1446)                           | Giorgi (1390 † 1446)                           | Giorgi (1390 † 1446)                           | Giorgi (1390 † 1446)                           |  |  |                                             |                                             |                                             |                                             |                                             |                                             |  |  |                                     |                                     |                                     |                                     |                                     |                                     |  |  |  |  |  |  |  |  |  |  |  |  |  |  |  |  |  |  |  |  |  |  |  |  |  |  |  |  |  |  |  |  |  |  |  |  |  |  |  |  |  |  |  |  |  |  |  |  |
|                                   |                                   |                                   |                                   |                                   |                                   |                                  |                                  |                                   |                                   |                                   |                                   |                                   |                                   |                                 |                                 |                                                |                                                |                                                |                                                |                                                |                                                |                                      |                                      |                                      |                                      |                                      |                                      | Alexandre I († 1442) rei de Geòrgia  | Alexandre I († 1442) rei de Geòrgia  | Alexandre I († 1442) rei de Geòrgia | Alexandre I († 1442) rei de Geòrgia | Alexandre I († 1442) rei de Geòrgia     | Alexandre I († 1442) rei de Geòrgia     |                                         |                                         |                                         |                                         |                       |                       |                                     |                      |  |  |                                                       |                                                       |                                                       |                                                       |                                                       |                                                       |  |  |                                     |                                     |                                     |                                     |                                     |                                     |  |  | Giorgi (1390 † 1446)                           | Giorgi (1390 † 1446)                           | Giorgi (1390 † 1446)                           | Giorgi (1390 † 1446)                           | Giorgi (1390 † 1446)                           | Giorgi (1390 † 1446)                           |  |  |                                             |                                             |                                             |                                             |                                             |                                             |  |  |                                     |                                     |                                     |                                     |                                     |                                     |  |  |  |  |  |  |  |  |  |  |  |  |  |  |  |  |  |  |  |  |  |  |  |  |  |  |  |  |  |  |  |  |  |  |  |  |  |  |  |  |  |  |  |  |  |  |  |  |
|                                   |                                   |                                   |                                   |                                   |                                   |                                  |                                  |                                   |                                   |                                   |                                   |                                   |                                   |                                 |                                 |                                                |                                                |                                                |                                                |                                                |                                                |                                      |                                      |                                      |                                      |                                      |                                      |                                      |                                      |                                     |                                     |                                         |                                         |                                         |                                         |                                         |                                         |                       |                       |                                     |                      |  |  |                                                       |                                                       |                                                       |                                                       |                                                       |                                                       |  |  |                                     |                                     |                                     |                                     |                                     |                                     |  |  |                                                |                                                |                                                |                                                |                                                |                                                |  |  |                                             |                                             |                                             |                                             |                                             |                                             |  |  |                                     |                                     |                                     |                                     |                                     |                                     |  |  |  |  |  |  |  |  |  |  |  |  |  |  |  |  |  |  |  |  |  |  |  |  |  |  |  |  |  |  |  |  |  |  |  |  |  |  |  |  |  |  |  |  |  |  |  |  |
|                                   |                                   |                                   |                                   |                                   |                                   |                                  |                                  |                                   |                                   |                                   |                                   |                                   |                                   |                                 |                                 |                                                |                                                |                                                |                                                | Demetri II († 1453)                            | Demetri II († 1453)                            | Demetri II († 1453)                  | Demetri II († 1453)                  | Demetri II († 1453)                  | Demetri II († 1453)                  |                                      |                                      |                                      |                                      |                                     |                                     |                                         |                                         |                                         |                                         |                                         |                                         |                       |                       |                                     |                      |  |  |                                                       |                                                       |                                                       |                                                       |                                                       |                                                       |  |  | Jordi VIII († 1476) rei de Geòrgia  | Jordi VIII († 1476) rei de Geòrgia  | Jordi VIII († 1476) rei de Geòrgia  | Jordi VIII († 1476) rei de Geòrgia  | Jordi VIII († 1476) rei de Geòrgia  | Jordi VIII († 1476) rei de Geòrgia  |  |  | Bagrat II († 1478) rei d'Imerècia              | Bagrat II († 1478) rei d'Imerècia              | Bagrat II († 1478) rei d'Imerècia              | Bagrat II († 1478) rei d'Imerècia              | Bagrat II († 1478) rei d'Imerècia              | Bagrat II († 1478) rei d'Imerècia              |  |  |                                             |                                             |                                             |                                             |                                             |                                             |  |  |                                     |                                     |                                     |                                     |                                     |                                     |  |  |  |  |  |  |  |  |  |  |  |  |  |  |  |  |  |  |  |  |  |  |  |  |  |  |  |  |  |  |  |  |  |  |  |  |  |  |  |  |  |  |  |  |  |  |  |  |
|                                   |                                   |                                   |                                   |                                   |                                   |                                  |                                  |                                   |                                   |                                   |                                   |                                   |                                   |                                 |                                 |                                                |                                                |                                                |                                                | Demetri II († 1453)                            | Demetri II († 1453)                            | Demetri II († 1453)                  | Demetri II († 1453)                  | Demetri II († 1453)                  | Demetri II († 1453)                  |                                      |                                      |                                      |                                      |                                     |                                     |                                         |                                         |                                         |                                         |                                         |                                         |                       |                       |                                     |                      |  |  |                                                       |                                                       |                                                       |                                                       |                                                       |                                                       |  |  | Jordi VIII († 1476) rei de Geòrgia  | Jordi VIII († 1476) rei de Geòrgia  | Jordi VIII († 1476) rei de Geòrgia  | Jordi VIII († 1476) rei de Geòrgia  | Jordi VIII († 1476) rei de Geòrgia  | Jordi VIII († 1476) rei de Geòrgia  |  |  | Bagrat II († 1478) rei d'Imerècia              | Bagrat II († 1478) rei d'Imerècia              | Bagrat II († 1478) rei d'Imerècia              | Bagrat II († 1478) rei d'Imerècia              | Bagrat II († 1478) rei d'Imerècia              | Bagrat II († 1478) rei d'Imerècia              |  |  |                                             |                                             |                                             |                                             |                                             |                                             |  |  |                                     |                                     |                                     |                                     |                                     |                                     |  |  |  |  |  |  |  |  |  |  |  |  |  |  |  |  |  |  |  |  |  |  |  |  |  |  |  |  |  |  |  |  |  |  |  |  |  |  |  |  |  |  |  |  |  |  |  |  |
|                                   |                                   |                                   |                                   |                                   |                                   |                                  |                                  |                                   |                                   |                                   |                                   |                                   |                                   |                                 |                                 |                                                |                                                |                                                |                                                | Constantí II († 1505) rei de Geòrgia           | Constantí II († 1505) rei de Geòrgia           | Constantí II († 1505) rei de Geòrgia | Constantí II († 1505) rei de Geòrgia | Constantí II († 1505) rei de Geòrgia | Constantí II († 1505) rei de Geòrgia |                                      |                                      |                                      |                                      |                                     |                                     |                                         |                                         |                                         |                                         |                                         |                                         |                       |                       |                                     |                      |  |  |                                                       |                                                       |                                                       |                                                       |                                                       |                                                       |  |  | branca de Kakhètia                  | branca de Kakhètia                  | branca de Kakhètia                  | branca de Kakhètia                  | branca de Kakhètia                  | branca de Kakhètia                  |  |  | branca d'Imerècia                              | branca d'Imerècia                              | branca d'Imerècia                              | branca d'Imerècia                              | branca d'Imerècia                              | branca d'Imerècia                              |  |  |                                             |                                             |                                             |                                             |                                             |                                             |  |  |                                     |                                     |                                     |                                     |                                     |                                     |  |  |  |  |  |  |  |  |  |  |  |  |  |  |  |  |  |  |  |  |  |  |  |  |  |  |  |  |  |  |  |  |  |  |  |  |  |  |  |  |  |  |  |  |  |  |  |  |
|                                   |                                   |                                   |                                   |                                   |                                   |                                  |                                  |                                   |                                   |                                   |                                   |                                   |                                   |                                 |                                 |                                                |                                                |                                                |                                                | Constantí II († 1505) rei de Geòrgia           | Constantí II († 1505) rei de Geòrgia           | Constantí II († 1505) rei de Geòrgia | Constantí II († 1505) rei de Geòrgia | Constantí II († 1505) rei de Geòrgia | Constantí II († 1505) rei de Geòrgia |                                      |                                      |                                      |                                      |                                     |                                     |                                         |                                         |                                         |                                         |                                         |                                         |                       |                       |                                     |                      |  |  |                                                       |                                                       |                                                       |                                                       |                                                       |                                                       |  |  | branca de Kakhètia                  | branca de Kakhètia                  | branca de Kakhètia                  | branca de Kakhètia                  | branca de Kakhètia                  | branca de Kakhètia                  |  |  | branca d'Imerècia                              | branca d'Imerècia                              | branca d'Imerècia                              | branca d'Imerècia                              | branca d'Imerècia                              | branca d'Imerècia                              |  |  |                                             |                                             |                                             |                                             |                                             |                                             |  |  |                                     |                                     |                                     |                                     |                                     |                                     |  |  |  |  |  |  |  |  |  |  |  |  |  |  |  |  |  |  |  |  |  |  |  |  |  |  |  |  |  |  |  |  |  |  |  |  |  |  |  |  |  |  |  |  |  |  |  |  |
|                                   |                                   |                                   |                                   |                                   |                                   |                                  |                                  |                                   |                                   |                                   |                                   |                                   |                                   |                                 |                                 |                                                |                                                |                                                |                                                |                                                |                                                |                                      |                                      |                                      |                                      |                                      |                                      |                                      |                                      |                                     |                                     |                                         |                                         |                                         |                                         |                                         |                                         |                       |                       |                                     |                      |  |  |                                                       |                                                       |                                                       |                                                       |                                                       |                                                       |  |  |                                     |                                     |                                     |                                     |                                     |                                     |  |  |                                                |                                                |                                                |                                                |                                                |                                                |  |  |                                             |                                             |                                             |                                             |                                             |                                             |  |  |                                     |                                     |                                     |                                     |                                     |                                     |  |  |  |  |  |  |  |  |  |  |  |  |  |  |  |  |  |  |  |  |  |  |  |  |  |  |  |  |  |  |  |  |  |  |  |  |  |  |  |  |  |  |  |  |  |  |  |  |
|                                   |                                   |                                   |                                   | David X († 1526) rei de Kartli    | David X († 1526) rei de Kartli    | David X († 1526) rei de Kartli   | David X († 1526) rei de Kartli   | David X († 1526) rei de Kartli    | David X († 1526) rei de Kartli    |                                   |                                   | Jordi IX († 1534) rei de Kartli   | Jordi IX († 1534) rei de Kartli   | Jordi IX († 1534) rei de Kartli | Jordi IX († 1534) rei de Kartli | Jordi IX († 1534) rei de Kartli                | Jordi IX († 1534) rei de Kartli                |                                                |                                                |                                                |                                                |                                      |                                      |                                      |                                      |                                      |                                      |                                      |                                      |                                     |                                     |                                         |                                         |                                         |                                         |                                         |                                         |                       |                       |                                     |                      |  |  | Bagrat I († 1539) príncep de Mukhran                  | Bagrat I († 1539) príncep de Mukhran                  | Bagrat I († 1539) príncep de Mukhran                  | Bagrat I († 1539) príncep de Mukhran                  | Bagrat I († 1539) príncep de Mukhran                  | Bagrat I († 1539) príncep de Mukhran                  |  |  |                                     |                                     |                                     |                                     |                                     |                                     |  |  |                                                |                                                |                                                |                                                |                                                |                                                |  |  |                                             |                                             |                                             |                                             |                                             |                                             |  |  |                                     |                                     |                                     |                                     |                                     |                                     |  |  |  |  |  |  |  |  |  |  |  |  |  |  |  |  |  |  |  |  |  |  |  |  |  |  |  |  |  |  |  |  |  |  |  |  |  |  |  |  |  |  |  |  |  |  |  |  |
|                                   |                                   |                                   |                                   | David X († 1526) rei de Kartli    | David X († 1526) rei de Kartli    | David X († 1526) rei de Kartli   | David X († 1526) rei de Kartli   | David X († 1526) rei de Kartli    | David X († 1526) rei de Kartli    |                                   |                                   | Jordi IX († 1534) rei de Kartli   | Jordi IX († 1534) rei de Kartli   | Jordi IX († 1534) rei de Kartli | Jordi IX († 1534) rei de Kartli | Jordi IX († 1534) rei de Kartli                | Jordi IX († 1534) rei de Kartli                |                                                |                                                |                                                |                                                |                                      |                                      |                                      |                                      |                                      |                                      |                                      |                                      |                                     |                                     |                                         |                                         |                                         |                                         |                                         |                                         |                       |                       |                                     |                      |  |  | Bagrat I († 1539) príncep de Mukhran                  | Bagrat I († 1539) príncep de Mukhran                  | Bagrat I († 1539) príncep de Mukhran                  | Bagrat I († 1539) príncep de Mukhran                  | Bagrat I († 1539) príncep de Mukhran                  | Bagrat I († 1539) príncep de Mukhran                  |  |  |                                     |                                     |                                     |                                     |                                     |                                     |  |  |                                                |                                                |                                                |                                                |                                                |                                                |  |  |                                             |                                             |                                             |                                             |                                             |                                             |  |  |                                     |                                     |                                     |                                     |                                     |                                     |  |  |  |  |  |  |  |  |  |  |  |  |  |  |  |  |  |  |  |  |  |  |  |  |  |  |  |  |  |  |  |  |  |  |  |  |  |  |  |  |  |  |  |  |  |  |  |  |
|                                   |                                   |                                   |                                   | Luarsab I († 1526) rei de Kartli  | Luarsab I († 1526) rei de Kartli  | Luarsab I († 1526) rei de Kartli | Luarsab I († 1526) rei de Kartli | Luarsab I († 1526) rei de Kartli  | Luarsab I († 1526) rei de Kartli  |                                   |                                   |                                   |                                   |                                 |                                 |                                                |                                                |                                                |                                                |                                                |                                                |                                      |                                      |                                      |                                      |                                      |                                      |                                      |                                      |                                     |                                     |                                         |                                         |                                         |                                         |                                         |                                         |                       |                       |                                     |                      |  |  | Vakhtang I († 1580) príncep de Mukhran                | Vakhtang I († 1580) príncep de Mukhran                | Vakhtang I († 1580) príncep de Mukhran                | Vakhtang I († 1580) príncep de Mukhran                | Vakhtang I († 1580) príncep de Mukhran                | Vakhtang I († 1580) príncep de Mukhran                |  |  |                                     |                                     |                                     |                                     |                                     |                                     |  |  |                                                |                                                |                                                |                                                |                                                |                                                |  |  |                                             |                                             |                                             |                                             |                                             |                                             |  |  |                                     |                                     |                                     |                                     |                                     |                                     |  |  |  |  |  |  |  |  |  |  |  |  |  |  |  |  |  |  |  |  |  |  |  |  |  |  |  |  |  |  |  |  |  |  |  |  |  |  |  |  |  |  |  |  |  |  |  |  |
|                                   |                                   |                                   |                                   | Luarsab I († 1526) rei de Kartli  | Luarsab I († 1526) rei de Kartli  | Luarsab I († 1526) rei de Kartli | Luarsab I († 1526) rei de Kartli | Luarsab I († 1526) rei de Kartli  | Luarsab I († 1526) rei de Kartli  |                                   |                                   |                                   |                                   |                                 |                                 |                                                |                                                |                                                |                                                |                                                |                                                |                                      |                                      |                                      |                                      |                                      |                                      |                                      |                                      |                                     |                                     |                                         |                                         |                                         |                                         |                                         |                                         |                       |                       |                                     |                      |  |  | Vakhtang I († 1580) príncep de Mukhran                | Vakhtang I († 1580) príncep de Mukhran                | Vakhtang I († 1580) príncep de Mukhran                | Vakhtang I († 1580) príncep de Mukhran                | Vakhtang I († 1580) príncep de Mukhran                | Vakhtang I († 1580) príncep de Mukhran                |  |  |                                     |                                     |                                     |                                     |                                     |                                     |  |  |                                                |                                                |                                                |                                                |                                                |                                                |  |  |                                             |                                             |                                             |                                             |                                             |                                             |  |  |                                     |                                     |                                     |                                     |                                     |                                     |  |  |  |  |  |  |  |  |  |  |  |  |  |  |  |  |  |  |  |  |  |  |  |  |  |  |  |  |  |  |  |  |  |  |  |  |  |  |  |  |  |  |  |  |  |  |  |  |
|                                   |                                   |                                   |                                   |                                   |                                   |                                  |                                  |                                   |                                   |                                   |                                   |                                   |                                   |                                 |                                 |                                                |                                                |                                                |                                                |                                                |                                                |                                      |                                      |                                      |                                      |                                      |                                      |                                      |                                      |                                     |                                     |                                         |                                         |                                         |                                         |                                         |                                         |                       |                       |                                     |                      |  |  |                                                       |                                                       |                                                       |                                                       |                                                       |                                                       |  |  |                                     |                                     |                                     |                                     |                                     |                                     |  |  |                                                |                                                |                                                |                                                |                                                |                                                |  |  |                                             |                                             |                                             |                                             |                                             |                                             |  |  |                                     |                                     |                                     |                                     |                                     |                                     |  |  |  |  |  |  |  |  |  |  |  |  |  |  |  |  |  |  |  |  |  |  |  |  |  |  |  |  |  |  |  |  |  |  |  |  |  |  |  |  |  |  |  |  |  |  |  |  |
| Simó I († 1611) rei de Kartli     | Simó I († 1611) rei de Kartli     | Simó I († 1611) rei de Kartli     | Simó I († 1611) rei de Kartli     | Simó I († 1611) rei de Kartli     | Simó I († 1611) rei de Kartli     |                                  |                                  | David XI († 1582) rei de Kartli   | David XI († 1582) rei de Kartli   | David XI († 1582) rei de Kartli   | David XI († 1582) rei de Kartli   | David XI († 1582) rei de Kartli   | David XI († 1582) rei de Kartli   |                                 |                                 |                                                |                                                |                                                |                                                |                                                |                                                |                                      |                                      |                                      |                                      |                                      |                                      |                                      |                                      |                                     |                                     |                                         |                                         |                                         |                                         |                                         |                                         |                       |                       |                                     |                      |  |  | Bagrat II († 1539) príncep de Mukhran                 | Bagrat II († 1539) príncep de Mukhran                 | Bagrat II († 1539) príncep de Mukhran                 | Bagrat II († 1539) príncep de Mukhran                 | Bagrat II († 1539) príncep de Mukhran                 | Bagrat II († 1539) príncep de Mukhran                 |  |  |                                     |                                     |                                     |                                     |                                     |                                     |  |  |                                                |                                                |                                                |                                                |                                                |                                                |  |  |                                             |                                             |                                             |                                             |                                             |                                             |  |  |                                     |                                     |                                     |                                     |                                     |                                     |  |  |  |  |  |  |  |  |  |  |  |  |  |  |  |  |  |  |  |  |  |  |  |  |  |  |  |  |  |  |  |  |  |  |  |  |  |  |  |  |  |  |  |  |  |  |  |  |
| Simó I († 1611) rei de Kartli     | Simó I († 1611) rei de Kartli     | Simó I († 1611) rei de Kartli     | Simó I († 1611) rei de Kartli     | Simó I († 1611) rei de Kartli     | Simó I († 1611) rei de Kartli     |                                  |                                  | David XI († 1582) rei de Kartli   | David XI († 1582) rei de Kartli   | David XI († 1582) rei de Kartli   | David XI († 1582) rei de Kartli   | David XI († 1582) rei de Kartli   | David XI († 1582) rei de Kartli   |                                 |                                 |                                                |                                                |                                                |                                                |                                                |                                                |                                      |                                      |                                      |                                      |                                      |                                      |                                      |                                      |                                     |                                     |                                         |                                         |                                         |                                         |                                         |                                         |                       |                       |                                     |                      |  |  | Bagrat II († 1539) príncep de Mukhran                 | Bagrat II († 1539) príncep de Mukhran                 | Bagrat II († 1539) príncep de Mukhran                 | Bagrat II († 1539) príncep de Mukhran                 | Bagrat II († 1539) príncep de Mukhran                 | Bagrat II († 1539) príncep de Mukhran                 |  |  |                                     |                                     |                                     |                                     |                                     |                                     |  |  |                                                |                                                |                                                |                                                |                                                |                                                |  |  |                                             |                                             |                                             |                                             |                                             |                                             |  |  |                                     |                                     |                                     |                                     |                                     |                                     |  |  |  |  |  |  |  |  |  |  |  |  |  |  |  |  |  |  |  |  |  |  |  |  |  |  |  |  |  |  |  |  |  |  |  |  |  |  |  |  |  |  |  |  |  |  |  |  |
|                                   |                                   |                                   |                                   |                                   |                                   |                                  |                                  |                                   |                                   |                                   |                                   |                                   |                                   |                                 |                                 |                                                |                                                |                                                |                                                |                                                |                                                |                                      |                                      |                                      |                                      |                                      |                                      |                                      |                                      |                                     |                                     |                                         |                                         |                                         |                                         |                                         |                                         |                       |                       |                                     |                      |  |  |                                                       |                                                       |                                                       |                                                       |                                                       |                                                       |  |  |                                     |                                     |                                     |                                     |                                     |                                     |  |  |                                                |                                                |                                                |                                                |                                                |                                                |  |  |                                             |                                             |                                             |                                             |                                             |                                             |  |  |                                     |                                     |                                     |                                     |                                     |                                     |  |  |  |  |  |  |  |  |  |  |  |  |  |  |  |  |  |  |  |  |  |  |  |  |  |  |  |  |  |  |  |  |  |  |  |  |  |  |  |  |  |  |  |  |  |  |  |  |
| Jordi X († 1605) rei de Kartli    | Jordi X († 1605) rei de Kartli    | Jordi X († 1605) rei de Kartli    | Jordi X († 1605) rei de Kartli    | Jordi X († 1605) rei de Kartli    | Jordi X († 1605) rei de Kartli    |                                  |                                  | Bagrat VII († 1619) rei de Kartli | Bagrat VII († 1619) rei de Kartli | Bagrat VII († 1619) rei de Kartli | Bagrat VII († 1619) rei de Kartli | Bagrat VII († 1619) rei de Kartli | Bagrat VII († 1619) rei de Kartli |                                 |                                 |                                                |                                                |                                                |                                                |                                                |                                                |                                      |                                      | Vakhtang V († 1659) rei de Kartli    | Vakhtang V († 1659) rei de Kartli    | Vakhtang V († 1659) rei de Kartli    | Vakhtang V († 1659) rei de Kartli    | Vakhtang V († 1659) rei de Kartli    | Vakhtang V († 1659) rei de Kartli    |                                     |                                     |                                         |                                         |                                         |                                         |                                         |                                         |                       |                       |                                     |                      |  |  |                                                       |                                                       |                                                       |                                                       |                                                       |                                                       |  |  |                                     |                                     |                                     |                                     |                                     |                                     |  |  |                                                |                                                |                                                |                                                |                                                |                                                |  |  | Constantí I († 11667) príncep de Mukhran    | Constantí I († 11667) príncep de Mukhran    | Constantí I († 11667) príncep de Mukhran    | Constantí I († 11667) príncep de Mukhran    | Constantí I († 11667) príncep de Mukhran    | Constantí I († 11667) príncep de Mukhran    |  |  |                                     |                                     |                                     |                                     |                                     |                                     |  |  |  |  |  |  |  |  |  |  |  |  |  |  |  |  |  |  |  |  |  |  |  |  |  |  |  |  |  |  |  |  |  |  |  |  |  |  |  |  |  |  |  |  |  |  |  |  |
| Jordi X († 1605) rei de Kartli    | Jordi X († 1605) rei de Kartli    | Jordi X († 1605) rei de Kartli    | Jordi X († 1605) rei de Kartli    | Jordi X († 1605) rei de Kartli    | Jordi X († 1605) rei de Kartli    |                                  |                                  | Bagrat VII († 1619) rei de Kartli | Bagrat VII († 1619) rei de Kartli | Bagrat VII († 1619) rei de Kartli | Bagrat VII († 1619) rei de Kartli | Bagrat VII († 1619) rei de Kartli | Bagrat VII († 1619) rei de Kartli |                                 |                                 |                                                |                                                |                                                |                                                |                                                |                                                |                                      |                                      | Vakhtang V († 1659) rei de Kartli    | Vakhtang V († 1659) rei de Kartli    | Vakhtang V († 1659) rei de Kartli    | Vakhtang V († 1659) rei de Kartli    | Vakhtang V († 1659) rei de Kartli    | Vakhtang V († 1659) rei de Kartli    |                                     |                                     |                                         |                                         |                                         |                                         |                                         |                                         |                       |                       |                                     |                      |  |  |                                                       |                                                       |                                                       |                                                       |                                                       |                                                       |  |  |                                     |                                     |                                     |                                     |                                     |                                     |  |  |                                                |                                                |                                                |                                                |                                                |                                                |  |  | Constantí I († 11667) príncep de Mukhran    | Constantí I († 11667) príncep de Mukhran    | Constantí I († 11667) príncep de Mukhran    | Constantí I († 11667) príncep de Mukhran    | Constantí I († 11667) príncep de Mukhran    | Constantí I († 11667) príncep de Mukhran    |  |  |                                     |                                     |                                     |                                     |                                     |                                     |  |  |  |  |  |  |  |  |  |  |  |  |  |  |  |  |  |  |  |  |  |  |  |  |  |  |  |  |  |  |  |  |  |  |  |  |  |  |  |  |  |  |  |  |  |  |  |  |
|                                   |                                   |                                   |                                   |                                   |                                   |                                  |                                  |                                   |                                   |                                   |                                   |                                   |                                   |                                 |                                 |                                                |                                                |                                                |                                                |                                                |                                                |                                      |                                      |                                      |                                      |                                      |                                      |                                      |                                      |                                     |                                     |                                         |                                         |                                         |                                         |                                         |                                         |                       |                       |                                     |                      |  |  |                                                       |                                                       |                                                       |                                                       |                                                       |                                                       |  |  |                                     |                                     |                                     |                                     |                                     |                                     |  |  |                                                |                                                |                                                |                                                |                                                |                                                |  |  |                                             |                                             |                                             |                                             |                                             |                                             |  |  |                                     |                                     |                                     |                                     |                                     |                                     |  |  |  |  |  |  |  |  |  |  |  |  |  |  |  |  |  |  |  |  |  |  |  |  |  |  |  |  |  |  |  |  |  |  |  |  |  |  |  |  |  |  |  |  |  |  |  |  |
| Luarsab II († 1615) rei de Kartli | Luarsab II († 1615) rei de Kartli | Luarsab II († 1615) rei de Kartli | Luarsab II († 1615) rei de Kartli | Luarsab II († 1615) rei de Kartli | Luarsab II († 1615) rei de Kartli |                                  |                                  | Simó II († 1631) rei de Kartli    | Simó II († 1631) rei de Kartli    | Simó II († 1631) rei de Kartli    | Simó II († 1631) rei de Kartli    | Simó II († 1631) rei de Kartli    | Simó II († 1631) rei de Kartli    |                                 |                                 | Artxil I († 1713) rei de Kakhètia i d'Imerècia | Artxil I († 1713) rei de Kakhètia i d'Imerècia | Artxil I († 1713) rei de Kakhètia i d'Imerècia | Artxil I († 1713) rei de Kakhètia i d'Imerècia | Artxil I († 1713) rei de Kakhètia i d'Imerècia | Artxil I († 1713) rei de Kakhètia i d'Imerècia |                                      |                                      | Jordi XI († 1709) rei de Kartli      | Jordi XI († 1709) rei de Kartli      | Jordi XI († 1709) rei de Kartli      | Jordi XI († 1709) rei de Kartli      | Jordi XI († 1709) rei de Kartli      | Jordi XI († 1709) rei de Kartli      |                                     |                                     | Levan († 1709)                          | Levan († 1709)                          | Levan († 1709)                          | Levan († 1709)                          | Levan († 1709)                          | Levan († 1709)                          |                       |                       |                                     |                      |  |  |                                                       |                                                       |                                                       |                                                       |                                                       |                                                       |  |  |                                     |                                     |                                     |                                     |                                     |                                     |  |  | Teimuraz II (1649 † 1688) príncep de Mukhran   | Teimuraz II (1649 † 1688) príncep de Mukhran   | Teimuraz II (1649 † 1688) príncep de Mukhran   | Teimuraz II (1649 † 1688) príncep de Mukhran   | Teimuraz II (1649 † 1688) príncep de Mukhran   | Teimuraz II (1649 † 1688) príncep de Mukhran   |  |  | Papuna († 1717) príncep de Mukhran          | Papuna († 1717) príncep de Mukhran          | Papuna († 1717) príncep de Mukhran          | Papuna († 1717) príncep de Mukhran          | Papuna († 1717) príncep de Mukhran          | Papuna († 1717) príncep de Mukhran          |  |  | Aschotan († 1561)                   | Aschotan († 1561)                   | Aschotan († 1561)                   | Aschotan († 1561)                   | Aschotan († 1561)                   | Aschotan († 1561)                   |  |  |  |  |  |  |  |  |  |  |  |  |  |  |  |  |  |  |  |  |  |  |  |  |  |  |  |  |  |  |  |  |  |  |  |  |  |  |  |  |  |  |  |  |  |  |  |  |
| Luarsab II († 1615) rei de Kartli | Luarsab II († 1615) rei de Kartli | Luarsab II († 1615) rei de Kartli | Luarsab II († 1615) rei de Kartli | Luarsab II († 1615) rei de Kartli | Luarsab II († 1615) rei de Kartli |                                  |                                  | Simó II († 1631) rei de Kartli    | Simó II († 1631) rei de Kartli    | Simó II († 1631) rei de Kartli    | Simó II († 1631) rei de Kartli    | Simó II († 1631) rei de Kartli    | Simó II († 1631) rei de Kartli    |                                 |                                 | Artxil I († 1713) rei de Kakhètia i d'Imerècia | Artxil I († 1713) rei de Kakhètia i d'Imerècia | Artxil I († 1713) rei de Kakhètia i d'Imerècia | Artxil I († 1713) rei de Kakhètia i d'Imerècia | Artxil I († 1713) rei de Kakhètia i d'Imerècia | Artxil I († 1713) rei de Kakhètia i d'Imerècia |                                      |                                      | Jordi XI († 1709) rei de Kartli      | Jordi XI († 1709) rei de Kartli      | Jordi XI († 1709) rei de Kartli      | Jordi XI († 1709) rei de Kartli      | Jordi XI († 1709) rei de Kartli      | Jordi XI († 1709) rei de Kartli      |                                     |                                     | Levan († 1709)                          | Levan († 1709)                          | Levan († 1709)                          | Levan († 1709)                          | Levan († 1709)                          | Levan († 1709)                          |                       |                       |                                     |                      |  |  |                                                       |                                                       |                                                       |                                                       |                                                       |                                                       |  |  |                                     |                                     |                                     |                                     |                                     |                                     |  |  | Teimuraz II (1649 † 1688) príncep de Mukhran   | Teimuraz II (1649 † 1688) príncep de Mukhran   | Teimuraz II (1649 † 1688) príncep de Mukhran   | Teimuraz II (1649 † 1688) príncep de Mukhran   | Teimuraz II (1649 † 1688) príncep de Mukhran   | Teimuraz II (1649 † 1688) príncep de Mukhran   |  |  | Papuna († 1717) príncep de Mukhran          | Papuna († 1717) príncep de Mukhran          | Papuna († 1717) príncep de Mukhran          | Papuna († 1717) príncep de Mukhran          | Papuna († 1717) príncep de Mukhran          | Papuna († 1717) príncep de Mukhran          |  |  | Aschotan († 1561)                   | Aschotan († 1561)                   | Aschotan († 1561)                   | Aschotan († 1561)                   | Aschotan († 1561)                   | Aschotan († 1561)                   |  |  |  |  |  |  |  |  |  |  |  |  |  |  |  |  |  |  |  |  |  |  |  |  |  |  |  |  |  |  |  |  |  |  |  |  |  |  |  |  |  |  |  |  |  |  |  |  |
|                                   |                                   |                                   |                                   |                                   |                                   |                                  |                                  |                                   |                                   |                                   |                                   |                                   |                                   |                                 |                                 |                                                |                                                |                                                |                                                |                                                |                                                |                                      |                                      |                                      |                                      |                                      |                                      |                                      |                                      |                                     |                                     |                                         |                                         |                                         |                                         |                                         |                                         |                       |                       |                                     |                      |  |  |                                                       |                                                       |                                                       |                                                       |                                                       |                                                       |  |  |                                     |                                     |                                     |                                     |                                     |                                     |  |  |                                                |                                                |                                                |                                                |                                                |                                                |  |  |                                             |                                             |                                             |                                             |                                             |                                             |  |  |                                     |                                     |                                     |                                     |                                     |                                     |  |  |  |  |  |  |  |  |  |  |  |  |  |  |  |  |  |  |  |  |  |  |  |  |  |  |  |  |  |  |  |  |  |  |  |  |  |  |  |  |  |  |  |  |  |  |  |  |
|                                   |                                   |                                   |                                   |                                   |                                   |                                  |                                  |                                   |                                   |                                   |                                   |                                   |                                   |                                 |                                 | Alexandre (1673 † 1711)                        | Alexandre (1673 † 1711)                        | Alexandre (1673 † 1711)                        | Alexandre (1673 † 1711)                        | Alexandre (1673 † 1711)                        | Alexandre (1673 † 1711)                        |                                      |                                      | Kai Khusrau I († 1711) rei de Kartli | Kai Khusrau I († 1711) rei de Kartli | Kai Khusrau I († 1711) rei de Kartli | Kai Khusrau I († 1711) rei de Kartli | Kai Khusrau I († 1711) rei de Kartli | Kai Khusrau I († 1711) rei de Kartli |                                     |                                     | Vakhtang VI (1675 † 1737) rei de Kartli | Vakhtang VI (1675 † 1737) rei de Kartli | Vakhtang VI (1675 † 1737) rei de Kartli | Vakhtang VI (1675 † 1737) rei de Kartli | Vakhtang VI (1675 † 1737) rei de Kartli | Vakhtang VI (1675 † 1737) rei de Kartli |                       |                       |                                     |                      |  |  |                                                       |                                                       |                                                       |                                                       |                                                       |                                                       |  |  | Jesse I (1680 † 1727) rei de Kartli | Jesse I (1680 † 1727) rei de Kartli | Jesse I (1680 † 1727) rei de Kartli | Jesse I (1680 † 1727) rei de Kartli | Jesse I (1680 † 1727) rei de Kartli | Jesse I (1680 † 1727) rei de Kartli |  |  | Constantí II († 1716) príncep de Mukhran       | Constantí II († 1716) príncep de Mukhran       | Constantí II († 1716) príncep de Mukhran       | Constantí II († 1716) príncep de Mukhran       | Constantí II († 1716) príncep de Mukhran       | Constantí II († 1716) príncep de Mukhran       |  |  | Levan o Levanti († 1739) príncep de Mukhran | Levan o Levanti († 1739) príncep de Mukhran | Levan o Levanti († 1739) príncep de Mukhran | Levan o Levanti († 1739) príncep de Mukhran | Levan o Levanti († 1739) príncep de Mukhran | Levan o Levanti († 1739) príncep de Mukhran |  |  | Heracli († 1723) príncep de Mukhran | Heracli († 1723) príncep de Mukhran | Heracli († 1723) príncep de Mukhran | Heracli († 1723) príncep de Mukhran | Heracli († 1723) príncep de Mukhran | Heracli († 1723) príncep de Mukhran |  |  |  |  |  |  |  |  |  |  |  |  |  |  |  |  |  |  |  |  |  |  |  |  |  |  |  |  |  |  |  |  |  |  |  |  |  |  |  |  |  |  |  |  |  |  |  |  |
|                                   |                                   |                                   |                                   |                                   |                                   |                                  |                                  |                                   |                                   |                                   |                                   |                                   |                                   |                                 |                                 | Alexandre (1673 † 1711)                        | Alexandre (1673 † 1711)                        | Alexandre (1673 † 1711)                        | Alexandre (1673 † 1711)                        | Alexandre (1673 † 1711)                        | Alexandre (1673 † 1711)                        |                                      |                                      | Kai Khusrau I († 1711) rei de Kartli | Kai Khusrau I († 1711) rei de Kartli | Kai Khusrau I († 1711) rei de Kartli | Kai Khusrau I († 1711) rei de Kartli | Kai Khusrau I († 1711) rei de Kartli | Kai Khusrau I († 1711) rei de Kartli |                                     |                                     | Vakhtang VI (1675 † 1737) rei de Kartli | Vakhtang VI (1675 † 1737) rei de Kartli | Vakhtang VI (1675 † 1737) rei de Kartli | Vakhtang VI (1675 † 1737) rei de Kartli | Vakhtang VI (1675 † 1737) rei de Kartli | Vakhtang VI (1675 † 1737) rei de Kartli |                       |                       |                                     |                      |  |  |                                                       |                                                       |                                                       |                                                       |                                                       |                                                       |  |  | Jesse I (1680 † 1727) rei de Kartli | Jesse I (1680 † 1727) rei de Kartli | Jesse I (1680 † 1727) rei de Kartli | Jesse I (1680 † 1727) rei de Kartli | Jesse I (1680 † 1727) rei de Kartli | Jesse I (1680 † 1727) rei de Kartli |  |  | Constantí II († 1716) príncep de Mukhran       | Constantí II († 1716) príncep de Mukhran       | Constantí II († 1716) príncep de Mukhran       | Constantí II († 1716) príncep de Mukhran       | Constantí II († 1716) príncep de Mukhran       | Constantí II († 1716) príncep de Mukhran       |  |  | Levan o Levanti († 1739) príncep de Mukhran | Levan o Levanti († 1739) príncep de Mukhran | Levan o Levanti († 1739) príncep de Mukhran | Levan o Levanti († 1739) príncep de Mukhran | Levan o Levanti († 1739) príncep de Mukhran | Levan o Levanti († 1739) príncep de Mukhran |  |  | Heracli († 1723) príncep de Mukhran | Heracli († 1723) príncep de Mukhran | Heracli († 1723) príncep de Mukhran | Heracli († 1723) príncep de Mukhran | Heracli († 1723) príncep de Mukhran | Heracli († 1723) príncep de Mukhran |  |  |  |  |  |  |  |  |  |  |  |  |  |  |  |  |  |  |  |  |  |  |  |  |  |  |  |  |  |  |  |  |  |  |  |  |  |  |  |  |  |  |  |  |  |  |  |  |
|                                   |                                   |                                   |                                   |                                   |                                   |                                  |                                  |                                   |                                   |                                   |                                   |                                   |                                   |                                 |                                 |                                                |                                                |                                                |                                                |                                                |                                                |                                      |                                      |                                      |                                      |                                      |                                      |                                      |                                      |                                     |                                     |                                         |                                         |                                         |                                         |                                         |                                         |                       |                       |                                     |                      |  |  |                                                       |                                                       |                                                       |                                                       |                                                       |                                                       |  |  |                                     |                                     |                                     |                                     |                                     |                                     |  |  |                                                |                                                |                                                |                                                |                                                |                                                |  |  |                                             |                                             |                                             |                                             |                                             |                                             |  |  |                                     |                                     |                                     |                                     |                                     |                                     |  |  |  |  |  |  |  |  |  |  |  |  |  |  |  |  |  |  |  |  |  |  |  |  |  |  |  |  |  |  |  |  |  |  |  |  |  |  |  |  |  |  |  |  |  |  |  |  |
|                                   |                                   |                                   |                                   |                                   |                                   |                                  |                                  |                                   |                                   |                                   |                                   |                                   |                                   |                                 |                                 |                                                |                                                |                                                |                                                |                                                |                                                |                                      |                                      | Bakar I (1700 † 1723) rei de Kartli  | Bakar I (1700 † 1723) rei de Kartli  | Bakar I (1700 † 1723) rei de Kartli  | Bakar I (1700 † 1723) rei de Kartli  | Bakar I (1700 † 1723) rei de Kartli  | Bakar I (1700 † 1723) rei de Kartli  |                                     |                                     |                                         |                                         |                                         |                                         | Giorgi (1712 † 1789)                    | Giorgi (1712 † 1789)                    | Giorgi (1712 † 1789)  | Giorgi (1712 † 1789)  | Giorgi (1712 † 1789)                | Giorgi (1712 † 1789) |  |  | Tamara II (1696 † 1746) x Teimuraz II rei de Kakhètia | Tamara II (1696 † 1746) x Teimuraz II rei de Kakhètia | Tamara II (1696 † 1746) x Teimuraz II rei de Kakhètia | Tamara II (1696 † 1746) x Teimuraz II rei de Kakhètia | Tamara II (1696 † 1746) x Teimuraz II rei de Kakhètia | Tamara II (1696 † 1746) x Teimuraz II rei de Kakhètia |  |  | Jordi (1713 † 1765)                 | Jordi (1713 † 1765)                 | Jordi (1713 † 1765)                 | Jordi (1713 † 1765)                 | Jordi (1713 † 1765)                 | Jordi (1713 † 1765)                 |  |  | Constantí III (1696 † 1756) príncep de Mukhran | Constantí III (1696 † 1756) príncep de Mukhran | Constantí III (1696 † 1756) príncep de Mukhran | Constantí III (1696 † 1756) príncep de Mukhran | Constantí III (1696 † 1756) príncep de Mukhran | Constantí III (1696 † 1756) príncep de Mukhran |  |  | Simó († 1785) príncep de Mukhran            | Simó († 1785) príncep de Mukhran            | Simó († 1785) príncep de Mukhran            | Simó († 1785) príncep de Mukhran            | Simó († 1785) príncep de Mukhran            | Simó († 1785) príncep de Mukhran            |  |  |                                     |                                     |                                     |                                     |                                     |                                     |  |  |  |  |  |  |  |  |  |  |  |  |  |  |  |  |  |  |  |  |  |  |  |  |  |  |  |  |  |  |  |  |  |  |  |  |  |  |  |  |  |  |  |  |  |  |  |  |
|                                   |                                   |                                   |                                   |                                   |                                   |                                  |                                  |                                   |                                   |                                   |                                   |                                   |                                   |                                 |                                 |                                                |                                                |                                                |                                                |                                                |                                                |                                      |                                      | Bakar I (1700 † 1723) rei de Kartli  | Bakar I (1700 † 1723) rei de Kartli  | Bakar I (1700 † 1723) rei de Kartli  | Bakar I (1700 † 1723) rei de Kartli  | Bakar I (1700 † 1723) rei de Kartli  | Bakar I (1700 † 1723) rei de Kartli  |                                     |                                     |                                         |                                         |                                         |                                         | Giorgi (1712 † 1789)                    | Giorgi (1712 † 1789)                    | Giorgi (1712 † 1789)  | Giorgi (1712 † 1789)  | Giorgi (1712 † 1789)                | Giorgi (1712 † 1789) |  |  | Tamara II (1696 † 1746) x Teimuraz II rei de Kakhètia | Tamara II (1696 † 1746) x Teimuraz II rei de Kakhètia | Tamara II (1696 † 1746) x Teimuraz II rei de Kakhètia | Tamara II (1696 † 1746) x Teimuraz II rei de Kakhètia | Tamara II (1696 † 1746) x Teimuraz II rei de Kakhètia | Tamara II (1696 † 1746) x Teimuraz II rei de Kakhètia |  |  | Jordi (1713 † 1765)                 | Jordi (1713 † 1765)                 | Jordi (1713 † 1765)                 | Jordi (1713 † 1765)                 | Jordi (1713 † 1765)                 | Jordi (1713 † 1765)                 |  |  | Constantí III (1696 † 1756) príncep de Mukhran | Constantí III (1696 † 1756) príncep de Mukhran | Constantí III (1696 † 1756) príncep de Mukhran | Constantí III (1696 † 1756) príncep de Mukhran | Constantí III (1696 † 1756) príncep de Mukhran | Constantí III (1696 † 1756) príncep de Mukhran |  |  | Simó († 1785) príncep de Mukhran            | Simó († 1785) príncep de Mukhran            | Simó († 1785) príncep de Mukhran            | Simó († 1785) príncep de Mukhran            | Simó († 1785) príncep de Mukhran            | Simó († 1785) príncep de Mukhran            |  |  |                                     |                                     |                                     |                                     |                                     |                                     |  |  |  |  |  |  |  |  |  |  |  |  |  |  |  |  |  |  |  |  |  |  |  |  |  |  |  |  |  |  |  |  |  |  |  |  |  |  |  |  |  |  |  |  |  |  |  |  |
|                                   |                                   |                                   |                                   |                                   |                                   |                                  |                                  |                                   |                                   |                                   |                                   |                                   |                                   |                                 |                                 |                                                |                                                |                                                |                                                |                                                |                                                |                                      |                                      |                                      |                                      |                                      |                                      |                                      |                                      |                                     |                                     |                                         |                                         |                                         |                                         |                                         |                                         |                       |                       |                                     |                      |  |  |                                                       |                                                       |                                                       |                                                       |                                                       |                                                       |  |  |                                     |                                     |                                     |                                     |                                     |                                     |  |  |                                                |                                                |                                                |                                                |                                                |                                                |  |  |                                             |                                             |                                             |                                             |                                             |                                             |  |  |                                     |                                     |                                     |                                     |                                     |                                     |  |  |  |  |  |  |  |  |  |  |  |  |  |  |  |  |  |  |  |  |  |  |  |  |  |  |  |  |  |  |  |  |  |  |  |  |  |  |  |  |  |  |  |  |  |  |  |  |
|                                   |                                   |                                   |                                   |                                   |                                   |                                  |                                  |                                   |                                   |                                   |                                   |                                   |                                   |                                 |                                 |                                                |                                                | Alexandre (1726 † 1791)                        | Alexandre (1726 † 1791)                        | Alexandre (1726 † 1791)                        | Alexandre (1726 † 1791)                        | Alexandre (1726 † 1791)              | Alexandre (1726 † 1791)              |                                      |                                      |                                      |                                      |                                      |                                      | Levan o Lleó (1739 † 1763)          | Levan o Lleó (1739 † 1763)          | Levan o Lleó (1739 † 1763)              | Levan o Lleó (1739 † 1763)              | Levan o Lleó (1739 † 1763)              | Levan o Lleó (1739 † 1763)              |                                         |                                         |                       |                       |                                     |                      |  |  |                                                       |                                                       |                                                       |                                                       |                                                       |                                                       |  |  | Demetri (1746 † 1826)               | Demetri (1746 † 1826)               | Demetri (1746 † 1826)               | Demetri (1746 † 1826)               | Demetri (1746 † 1826)               | Demetri (1746 † 1826)               |  |  | Joan I (1755 † 1800) príncep de Mukhran        | Joan I (1755 † 1800) príncep de Mukhran        | Joan I (1755 † 1800) príncep de Mukhran        | Joan I (1755 † 1800) príncep de Mukhran        | Joan I (1755 † 1800) príncep de Mukhran        | Joan I (1755 † 1800) príncep de Mukhran        |  |  | Kàtsia                                      | Kàtsia                                      | Kàtsia                                      | Kàtsia                                      | Kàtsia                                      | Kàtsia                                      |  |  |                                     |                                     |                                     |                                     |                                     |                                     |  |  |  |  |  |  |  |  |  |  |  |  |  |  |  |  |  |  |  |  |  |  |  |  |  |  |  |  |  |  |  |  |  |  |  |  |  |  |  |  |  |  |  |  |  |  |  |  |
|                                   |                                   |                                   |                                   |                                   |                                   |                                  |                                  |                                   |                                   |                                   |                                   |                                   |                                   |                                 |                                 |                                                |                                                | Alexandre (1726 † 1791)                        | Alexandre (1726 † 1791)                        | Alexandre (1726 † 1791)                        | Alexandre (1726 † 1791)                        | Alexandre (1726 † 1791)              | Alexandre (1726 † 1791)              |                                      |                                      |                                      |                                      |                                      |                                      | Levan o Lleó (1739 † 1763)          | Levan o Lleó (1739 † 1763)          | Levan o Lleó (1739 † 1763)              | Levan o Lleó (1739 † 1763)              | Levan o Lleó (1739 † 1763)              | Levan o Lleó (1739 † 1763)              |                                         |                                         |                       |                       |                                     |                      |  |  |                                                       |                                                       |                                                       |                                                       |                                                       |                                                       |  |  | Demetri (1746 † 1826)               | Demetri (1746 † 1826)               | Demetri (1746 † 1826)               | Demetri (1746 † 1826)               | Demetri (1746 † 1826)               | Demetri (1746 † 1826)               |  |  | Joan I (1755 † 1800) príncep de Mukhran        | Joan I (1755 † 1800) príncep de Mukhran        | Joan I (1755 † 1800) príncep de Mukhran        | Joan I (1755 † 1800) príncep de Mukhran        | Joan I (1755 † 1800) príncep de Mukhran        | Joan I (1755 † 1800) príncep de Mukhran        |  |  | Kàtsia                                      | Kàtsia                                      | Kàtsia                                      | Kàtsia                                      | Kàtsia                                      | Kàtsia                                      |  |  |                                     |                                     |                                     |                                     |                                     |                                     |  |  |  |  |  |  |  |  |  |  |  |  |  |  |  |  |  |  |  |  |  |  |  |  |  |  |  |  |  |  |  |  |  |  |  |  |  |  |  |  |  |  |  |  |  |  |  |  |
|                                   |                                   |                                   |                                   |                                   |                                   |                                  |                                  |                                   |                                   |                                   |                                   |                                   |                                   |                                 |                                 |                                                |                                                |                                                |                                                |                                                |                                                |                                      |                                      |                                      |                                      |                                      |                                      |                                      |                                      |                                     |                                     |                                         |                                         |                                         |                                         |                                         |                                         |                       |                       |                                     |                      |  |  |                                                       |                                                       |                                                       |                                                       |                                                       |                                                       |  |  |                                     |                                     |                                     |                                     |                                     |                                     |  |  |                                                |                                                |                                                |                                                |                                                |                                                |  |  |                                             |                                             |                                             |                                             |                                             |                                             |  |  |                                     |                                     |                                     |                                     |                                     |                                     |  |  |  |  |  |  |  |  |  |  |  |  |  |  |  |  |  |  |  |  |  |  |  |  |  |  |  |  |  |  |  |  |  |  |  |  |  |  |  |  |  |  |  |  |  |  |  |  |
|                                   |                                   |                                   |                                   |                                   |                                   |                                  |                                  |                                   |                                   |                                   |                                   |                                   |                                   |                                 |                                 |                                                |                                                | Jordi († 1852)                                 | Jordi († 1852)                                 | Jordi († 1852)                                 | Jordi († 1852)                                 | Jordi († 1852)                       | Jordi († 1852)                       |                                      |                                      | Jacob (1757 † 1835)                  | Jacob (1757 † 1835)                  | Jacob (1757 † 1835)                  | Jacob (1757 † 1835)                  | Jacob (1757 † 1835)                 | Jacob (1757 † 1835)                 |                                         |                                         | Lev (1764 † 1800)                       | Lev (1764 † 1800)                       | Lev (1764 † 1800)                       | Lev (1764 † 1800)                       | Lev (1764 † 1800)     | Lev (1764 † 1800)     |                                     |                      |  |  |                                                       |                                                       |                                                       |                                                       |                                                       |                                                       |  |  |                                     |                                     |                                     |                                     |                                     |                                     |  |  | Constantí IV (1782 † 1842) príncep de Mukhran  | Constantí IV (1782 † 1842) príncep de Mukhran  | Constantí IV (1782 † 1842) príncep de Mukhran  | Constantí IV (1782 † 1842) príncep de Mukhran  | Constantí IV (1782 † 1842) príncep de Mukhran  | Constantí IV (1782 † 1842) príncep de Mukhran  |  |  | Simó (1796 †)                               | Simó (1796 †)                               | Simó (1796 †)                               | Simó (1796 †)                               | Simó (1796 †)                               | Simó (1796 †)                               |  |  |                                     |                                     |                                     |                                     |                                     |                                     |  |  |  |  |  |  |  |  |  |  |  |  |  |  |  |  |  |  |  |  |  |  |  |  |  |  |  |  |  |  |  |  |  |  |  |  |  |  |  |  |  |  |  |  |  |  |  |  |
|                                   |                                   |                                   |                                   |                                   |                                   |                                  |                                  |                                   |                                   |                                   |                                   |                                   |                                   |                                 |                                 |                                                |                                                | Jordi († 1852)                                 | Jordi († 1852)                                 | Jordi († 1852)                                 | Jordi († 1852)                                 | Jordi († 1852)                       | Jordi († 1852)                       |                                      |                                      | Jacob (1757 † 1835)                  | Jacob (1757 † 1835)                  | Jacob (1757 † 1835)                  | Jacob (1757 † 1835)                  | Jacob (1757 † 1835)                 | Jacob (1757 † 1835)                 |                                         |                                         | Lev (1764 † 1800)                       | Lev (1764 † 1800)                       | Lev (1764 † 1800)                       | Lev (1764 † 1800)                       | Lev (1764 † 1800)     | Lev (1764 † 1800)     |                                     |                      |  |  |                                                       |                                                       |                                                       |                                                       |                                                       |                                                       |  |  |                                     |                                     |                                     |                                     |                                     |                                     |  |  | Constantí IV (1782 † 1842) príncep de Mukhran  | Constantí IV (1782 † 1842) príncep de Mukhran  | Constantí IV (1782 † 1842) príncep de Mukhran  | Constantí IV (1782 † 1842) príncep de Mukhran  | Constantí IV (1782 † 1842) príncep de Mukhran  | Constantí IV (1782 † 1842) príncep de Mukhran  |  |  | Simó (1796 †)                               | Simó (1796 †)                               | Simó (1796 †)                               | Simó (1796 †)                               | Simó (1796 †)                               | Simó (1796 †)                               |  |  |                                     |                                     |                                     |                                     |                                     |                                     |  |  |  |  |  |  |  |  |  |  |  |  |  |  |  |  |  |  |  |  |  |  |  |  |  |  |  |  |  |  |  |  |  |  |  |  |  |  |  |  |  |  |  |  |  |  |  |  |
|                                   |                                   |                                   |                                   |                                   |                                   |                                  |                                  |                                   |                                   |                                   |                                   |                                   |                                   |                                 |                                 |                                                |                                                |                                                |                                                |                                                |                                                |                                      |                                      |                                      |                                      |                                      |                                      |                                      |                                      |                                     |                                     |                                         |                                         |                                         |                                         |                                         |                                         |                       |                       |                                     |                      |  |  |                                                       |                                                       |                                                       |                                                       |                                                       |                                                       |  |  |                                     |                                     |                                     |                                     |                                     |                                     |  |  |                                                |                                                |                                                |                                                |                                                |                                                |  |  |                                             |                                             |                                             |                                             |                                             |                                             |  |  |                                     |                                     |                                     |                                     |                                     |                                     |  |  |  |  |  |  |  |  |  |  |  |  |  |  |  |  |  |  |  |  |  |  |  |  |  |  |  |  |  |  |  |  |  |  |  |  |  |  |  |  |  |  |  |  |  |  |  |  |
|                                   |                                   |                                   |                                   |                                   |                                   |                                  |                                  |                                   |                                   | Nicolau (1783 † 1861)             | Nicolau (1783 † 1861)             | Nicolau (1783 † 1861)             | Nicolau (1783 † 1861)             | Nicolau (1783 † 1861)           | Nicolau (1783 † 1861)           |                                                |                                                | Jacob (1791 † 1866)                            | Jacob (1791 † 1866)                            | Jacob (1791 † 1866)                            | Jacob (1791 † 1866)                            | Jacob (1791 † 1866)                  | Jacob (1791 † 1866)                  |                                      |                                      | Sergi (1798 † 1880)                  | Sergi (1798 † 1880)                  | Sergi (1798 † 1880)                  | Sergi (1798 † 1880)                  | Sergi (1798 † 1880)                 | Sergi (1798 † 1880)                 |                                         |                                         | Eugrafi (1788 † 1794)                   | Eugrafi (1788 † 1794)                   | Eugrafi (1788 † 1794)                   | Eugrafi (1788 † 1794)                   | Eugrafi (1788 † 1794) | Eugrafi (1788 † 1794) |                                     |                      |  |  |                                                       |                                                       |                                                       |                                                       |                                                       |                                                       |  |  | Vanó (1813 † 1892)                  | Vanó (1813 † 1892)                  | Vanó (1813 † 1892)                  | Vanó (1813 † 1892)                  | Vanó (1813 † 1892)                  | Vanó (1813 † 1892)                  |  |  | Heracli (1813 † 1892)                          | Heracli (1813 † 1892)                          | Heracli (1813 † 1892)                          | Heracli (1813 † 1892)                          | Heracli (1813 † 1892)                          | Heracli (1813 † 1892)                          |  |  | Alexandre (1824 †)                          | Alexandre (1824 †)                          | Alexandre (1824 †)                          | Alexandre (1824 †)                          | Alexandre (1824 †)                          | Alexandre (1824 †)                          |  |  |                                     |                                     |                                     |                                     |                                     |                                     |  |  |  |  |  |  |  |  |  |  |  |  |  |  |  |  |  |  |  |  |  |  |  |  |  |  |  |  |  |  |  |  |  |  |  |  |  |  |  |  |  |  |  |  |  |  |  |  |
|                                   |                                   |                                   |                                   |                                   |                                   |                                  |                                  |                                   |                                   | Nicolau (1783 † 1861)             | Nicolau (1783 † 1861)             | Nicolau (1783 † 1861)             | Nicolau (1783 † 1861)             | Nicolau (1783 † 1861)           | Nicolau (1783 † 1861)           |                                                |                                                | Jacob (1791 † 1866)                            | Jacob (1791 † 1866)                            | Jacob (1791 † 1866)                            | Jacob (1791 † 1866)                            | Jacob (1791 † 1866)                  | Jacob (1791 † 1866)                  |                                      |                                      | Sergi (1798 † 1880)                  | Sergi (1798 † 1880)                  | Sergi (1798 † 1880)                  | Sergi (1798 † 1880)                  | Sergi (1798 † 1880)                 | Sergi (1798 † 1880)                 |                                         |                                         | Eugrafi (1788 † 1794)                   | Eugrafi (1788 † 1794)                   | Eugrafi (1788 † 1794)                   | Eugrafi (1788 † 1794)                   | Eugrafi (1788 † 1794) | Eugrafi (1788 † 1794) |                                     |                      |  |  |                                                       |                                                       |                                                       |                                                       |                                                       |                                                       |  |  | Vanó (1813 † 1892)                  | Vanó (1813 † 1892)                  | Vanó (1813 † 1892)                  | Vanó (1813 † 1892)                  | Vanó (1813 † 1892)                  | Vanó (1813 † 1892)                  |  |  | Heracli (1813 † 1892)                          | Heracli (1813 † 1892)                          | Heracli (1813 † 1892)                          | Heracli (1813 † 1892)                          | Heracli (1813 † 1892)                          | Heracli (1813 † 1892)                          |  |  | Alexandre (1824 †)                          | Alexandre (1824 †)                          | Alexandre (1824 †)                          | Alexandre (1824 †)                          | Alexandre (1824 †)                          | Alexandre (1824 †)                          |  |  |                                     |                                     |                                     |                                     |                                     |                                     |  |  |  |  |  |  |  |  |  |  |  |  |  |  |  |  |  |  |  |  |  |  |  |  |  |  |  |  |  |  |  |  |  |  |  |  |  |  |  |  |  |  |  |  |  |  |  |  |
|                                   |                                   |                                   |                                   |                                   |                                   |                                  |                                  |                                   |                                   |                                   |                                   |                                   |                                   |                                 |                                 |                                                |                                                |                                                |                                                |                                                |                                                |                                      |                                      |                                      |                                      |                                      |                                      |                                      |                                      |                                     |                                     |                                         |                                         |                                         |                                         |                                         |                                         |                       |                       |                                     |                      |  |  |                                                       |                                                       |                                                       |                                                       |                                                       |                                                       |  |  |                                     |                                     |                                     |                                     |                                     |                                     |  |  |                                                |                                                |                                                |                                                |                                                |                                                |  |  |                                             |                                             |                                             |                                             |                                             |                                             |  |  |                                     |                                     |                                     |                                     |                                     |                                     |  |  |  |  |  |  |  |  |  |  |  |  |  |  |  |  |  |  |  |  |  |  |  |  |  |  |  |  |  |  |  |  |  |  |  |  |  |  |  |  |  |  |  |  |  |  |  |  |
|                                   |                                   |                                   |                                   |                                   |                                   | Joan o Ivan (1831 † 1898)        | Joan o Ivan (1831 † 1898)        | Joan o Ivan (1831 † 1898)         | Joan o Ivan (1831 † 1898)         | Joan o Ivan (1831 † 1898)         | Joan o Ivan (1831 † 1898)         |                                   |                                   | Pere (1840 † 1892)              | Pere (1840 † 1892)              | Pere (1840 † 1892)                             | Pere (1840 † 1892)                             | Pere (1840 † 1892)                             | Pere (1840 † 1892)                             |                                                |                                                |                                      |                                      |                                      |                                      |                                      |                                      |                                      |                                      |                                     |                                     |                                         |                                         |                                         |                                         |                                         |                                         |                       |                       |                                     |                      |  |  |                                                       |                                                       |                                                       |                                                       |                                                       |                                                       |  |  | Constantí (1838 † 1903)             | Constantí (1838 † 1903)             | Constantí (1838 † 1903)             | Constantí (1838 † 1903)             | Constantí (1838 † 1903)             | Constantí (1838 † 1903)             |  |  | Alexandre (1853 † 1918)                        | Alexandre (1853 † 1918)                        | Alexandre (1853 † 1918)                        | Alexandre (1853 † 1918)                        | Alexandre (1853 † 1918)                        | Alexandre (1853 † 1918)                        |  |  | Alexandre (1864 † 1897)                     | Alexandre (1864 † 1897)                     | Alexandre (1864 † 1897)                     | Alexandre (1864 † 1897)                     | Alexandre (1864 † 1897)                     | Alexandre (1864 † 1897)                     |  |  |                                     |                                     |                                     |                                     |                                     |                                     |  |  |  |  |  |  |  |  |  |  |  |  |  |  |  |  |  |  |  |  |  |  |  |  |  |  |  |  |  |  |  |  |  |  |  |  |  |  |  |  |  |  |  |  |  |  |  |  |
|                                   |                                   |                                   |                                   |                                   |                                   | Joan o Ivan (1831 † 1898)        | Joan o Ivan (1831 † 1898)        | Joan o Ivan (1831 † 1898)         | Joan o Ivan (1831 † 1898)         | Joan o Ivan (1831 † 1898)         | Joan o Ivan (1831 † 1898)         |                                   |                                   | Pere (1840 † 1892)              | Pere (1840 † 1892)              | Pere (1840 † 1892)                             | Pere (1840 † 1892)                             | Pere (1840 † 1892)                             | Pere (1840 † 1892)                             |                                                |                                                |                                      |                                      |                                      |                                      |                                      |                                      |                                      |                                      |                                     |                                     |                                         |                                         |                                         |                                         |                                         |                                         |                       |                       |                                     |                      |  |  |                                                       |                                                       |                                                       |                                                       |                                                       |                                                       |  |  | Constantí (1838 † 1903)             | Constantí (1838 † 1903)             | Constantí (1838 † 1903)             | Constantí (1838 † 1903)             | Constantí (1838 † 1903)             | Constantí (1838 † 1903)             |  |  | Alexandre (1853 † 1918)                        | Alexandre (1853 † 1918)                        | Alexandre (1853 † 1918)                        | Alexandre (1853 † 1918)                        | Alexandre (1853 † 1918)                        | Alexandre (1853 † 1918)                        |  |  | Alexandre (1864 † 1897)                     | Alexandre (1864 † 1897)                     | Alexandre (1864 † 1897)                     | Alexandre (1864 † 1897)                     | Alexandre (1864 † 1897)                     | Alexandre (1864 † 1897)                     |  |  |                                     |                                     |                                     |                                     |                                     |                                     |  |  |  |  |  |  |  |  |  |  |  |  |  |  |  |  |  |  |  |  |  |  |  |  |  |  |  |  |  |  |  |  |  |  |  |  |  |  |  |  |  |  |  |  |  |  |  |  |
|                                   |                                   |                                   |                                   |                                   |                                   |                                  |                                  |                                   |                                   |                                   |                                   |                                   |                                   |                                 |                                 |                                                |                                                |                                                |                                                |                                                |                                                |                                      |                                      |                                      |                                      |                                      |                                      |                                      |                                      |                                     |                                     |                                         |                                         |                                         |                                         |                                         |                                         |                       |                       |                                     |                      |  |  |                                                       |                                                       |                                                       |                                                       |                                                       |                                                       |  |  |                                     |                                     |                                     |                                     |                                     |                                     |  |  | Jordi (1883 † 1957)                            | Jordi (1883 † 1957)                            | Jordi (1883 † 1957)                            | Jordi (1883 † 1957)                            | Jordi (1883 † 1957)                            | Jordi (1883 † 1957)                            |  |  | Vladimir (1894 † 1969)                      | Vladimir (1894 † 1969)                      | Vladimir (1894 † 1969)                      | Vladimir (1894 † 1969)                      | Vladimir (1894 † 1969)                      | Vladimir (1894 † 1969)                      |  |  |                                     |                                     |                                     |                                     |                                     |                                     |  |  |  |  |  |  |  |  |  |  |  |  |  |  |  |  |  |  |  |  |  |  |  |  |  |  |  |  |  |  |  |  |  |  |  |  |  |  |  |  |  |  |  |  |  |  |  |  |
|                                   |                                   |                                   |                                   |                                   |                                   |                                  |                                  |                                   |                                   |                                   |                                   |                                   |                                   |                                 |                                 |                                                |                                                |                                                |                                                |                                                |                                                |                                      |                                      |                                      |                                      |                                      |                                      |                                      |                                      |                                     |                                     |                                         |                                         |                                         |                                         |                                         |                                         |                       |                       |                                     |                      |  |  |                                                       |                                                       |                                                       |                                                       |                                                       |                                                       |  |  |                                     |                                     |                                     |                                     |                                     |                                     |  |  | Jordi (1883 † 1957)                            | Jordi (1883 † 1957)                            | Jordi (1883 † 1957)                            | Jordi (1883 † 1957)                            | Jordi (1883 † 1957)                            | Jordi (1883 † 1957)                            |  |  | Vladimir (1894 † 1969)                      | Vladimir (1894 † 1969)                      | Vladimir (1894 † 1969)                      | Vladimir (1894 † 1969)                      | Vladimir (1894 † 1969)                      | Vladimir (1894 † 1969)                      |  |  |                                     |                                     |                                     |                                     |                                     |                                     |  |  |  |  |  |  |  |  |  |  |  |  |  |  |  |  |  |  |  |  |  |  |  |  |  |  |  |  |  |  |  |  |  |  |  |  |  |  |  |  |  |  |  |  |  |  |  |  |
|                                   |                                   |                                   |                                   |                                   |                                   |                                  |                                  |                                   |                                   |                                   |                                   |                                   |                                   |                                 |                                 |                                                |                                                |                                                |                                                |                                                |                                                |                                      |                                      |                                      |                                      |                                      |                                      |                                      |                                      |                                     |                                     |                                         |                                         |                                         |                                         |                                         |                                         |                       |                       |                                     |                      |  |  |                                                       |                                                       |                                                       |                                                       |                                                       |                                                       |  |  |                                     |                                     |                                     |                                     |                                     |                                     |  |  | Erakle (1909 † 1977)                           | Erakle (1909 † 1977)                           | Erakle (1909 † 1977)                           | Erakle (1909 † 1977)                           | Erakle (1909 † 1977)                           | Erakle (1909 † 1977)                           |  |  | Otar (1918 † 1988)                          | Otar (1918 † 1988)                          | Otar (1918 † 1988)                          | Otar (1918 † 1988)                          | Otar (1918 † 1988)                          | Otar (1918 † 1988)                          |  |  |                                     |                                     |                                     |                                     |                                     |                                     |  |  |  |  |  |  |  |  |  |  |  |  |  |  |  |  |  |  |  |  |  |  |  |  |  |  |  |  |  |  |  |  |  |  |  |  |  |  |  |  |  |  |  |  |  |  |  |  |
|                                   |                                   |                                   |                                   |                                   |                                   |                                  |                                  |                                   |                                   |                                   |                                   |                                   |                                   |                                 |                                 |                                                |                                                |                                                |                                                |                                                |                                                |                                      |                                      |                                      |                                      |                                      |                                      |                                      |                                      |                                     |                                     |                                         |                                         |                                         |                                         |                                         |                                         |                       |                       |                                     |                      |  |  |                                                       |                                                       |                                                       |                                                       |                                                       |                                                       |  |  |                                     |                                     |                                     |                                     |                                     |                                     |  |  | Erakle (1909 † 1977)                           | Erakle (1909 † 1977)                           | Erakle (1909 † 1977)                           | Erakle (1909 † 1977)                           | Erakle (1909 † 1977)                           | Erakle (1909 † 1977)                           |  |  | Otar (1918 † 1988)                          | Otar (1918 † 1988)                          | Otar (1918 † 1988)                          | Otar (1918 † 1988)                          | Otar (1918 † 1988)                          | Otar (1918 † 1988)                          |  |  |                                     |                                     |                                     |                                     |                                     |                                     |  |  |  |  |  |  |  |  |  |  |  |  |  |  |  |  |  |  |  |  |  |  |  |  |  |  |  |  |  |  |  |  |  |  |  |  |  |  |  |  |  |  |  |  |  |  |  |  |
|                                   |                                   |                                   |                                   |                                   |                                   |                                  |                                  |                                   |                                   |                                   |                                   |                                   |                                   |                                 |                                 |                                                |                                                |                                                |                                                |                                                |                                                |                                      |                                      |                                      |                                      |                                      |                                      |                                      |                                      |                                     |                                     |                                         |                                         |                                         |                                         |                                         |                                         |                       |                       |                                     |                      |  |  |                                                       |                                                       |                                                       |                                                       |                                                       |                                                       |  |  |                                     |                                     |                                     |                                     |                                     |                                     |  |  | Giorgi (1944)                                  | Giorgi (1944)                                  | Giorgi (1944)                                  | Giorgi (1944)                                  | Giorgi (1944)                                  | Giorgi (1944)                                  |  |  | Vladimir (1947)                             | Vladimir (1947)                             | Vladimir (1947)                             | Vladimir (1947)                             | Vladimir (1947)                             | Vladimir (1947)                             |  |  |                                     |                                     |                                     |                                     |                                     |                                     |  |  |  |  |  |  |  |  |  |  |  |  |  |  |  |  |  |  |  |  |  |  |  |  |  |  |  |  |  |  |  |  |  |  |  |  |  |  |  |  |  |  |  |  |  |  |  |  |